# A Mountain Of One
A Mountain Of One er en psykedelisk rock/electronica gruppe fra storbritannien.
| Musikgruppe | Spire Denne artikel om en britisk musikgruppe er en spire som bør udbygges. Du er velkommen til at hjælpe Wikipedia ved at udvide den. |